# Technische Nothilfe

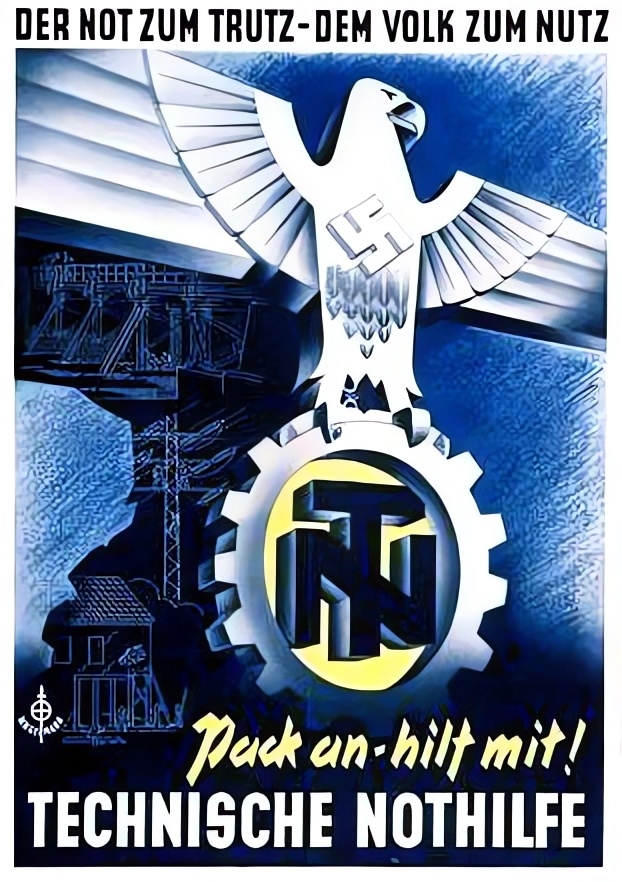
Affiche uit 1933

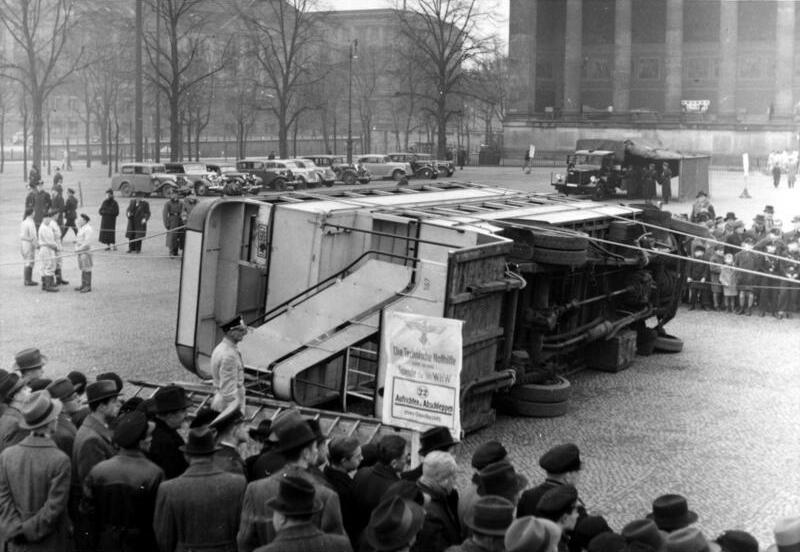
Demonstratie in 1939: het rechtop zetten en wegslepen van een omnibus

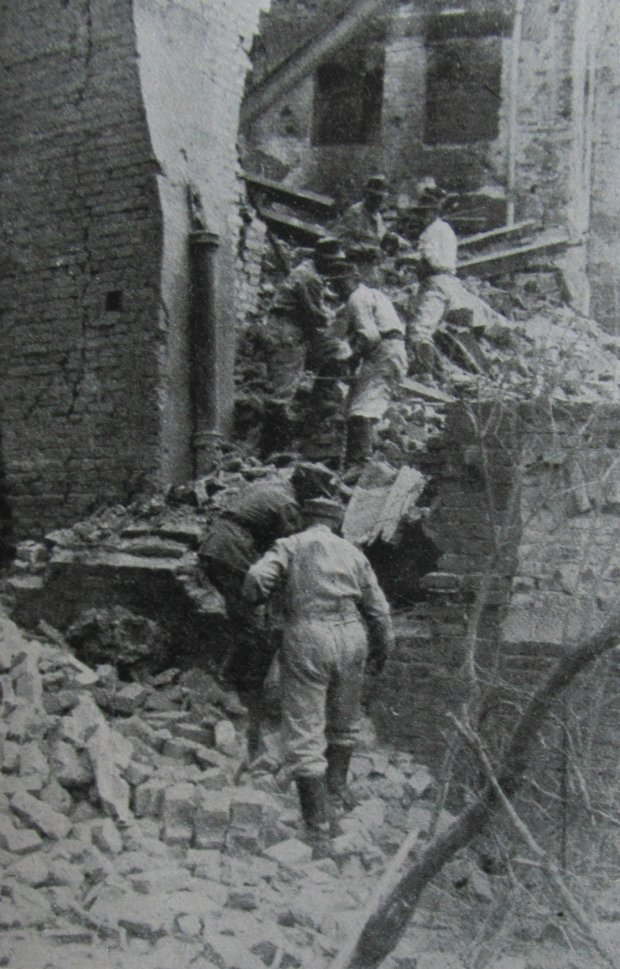
Explosievencommando van de TN bij de vernietiging van het Koninklijk Kasteel (10 september 1944)

De Technische Nothilfe of TeNo was het technisch noodkorps dat werd opgericht in 1919 tijdens de Weimarrepubliek. Tijdens het regime van nazi-Duitsland was het de drijvende kracht achter de luchtverdedigingsopstellingen en herstellingswerken ten gevolge van de geallieerde bombardementen. De TeNo had in 1943 100.000 manschappen.

## Achtergrond
De Technische Nothilfe (Duits voor technische noodhulp) was het technisch noodkorps dat werd opgericht door Otto Lummitzsch op 30 september 1919 en het had in deze periode als doel de stakingen of opstanden te breken door de vitale publieke diensten zoals spoorwegen, watervoorziening, gasproductie, postbedeling, elektriciteitsstations, voedselvoorziening, enz. te beschermen. Tijdens de Weimarrepubliek stond Duitsland op de rand van een burgeroorlog en werden al deze voorzieningen bedreigd door sabotageacties en wilde stakingen. De TeNo groeide vanwege het Verdrag van Versailles in deze periode uit van een militaire groepering tot een vrijwilligersorganisatie. De leden waren hoofdzakelijk personen uit de conservatieve middenklasse inclusief een grote groep studenten. Tijdens de Weimarrepubliek werd de TeNo door de arbeidersklasse gezien als een bedreiging en werkte de KPD (Duitse communistische partij) in de hand. Toen de economische toestand tijdens de laatste jaren van de Weimarrepubliek erop vooruitging en er slechts sporadisch stakingen waren, werd het TeNo korps hoofdzakelijk gebruikt als technische reserve en gaf het hulp aan de Duitse natie tijdens natuurrampen. Vanaf 1931 geraakte de TeNo meer en meer betrokken in de Freiwilliger Arbeitsdienst en werd later gecontroleerd door de Reichsarbeitsdienst (RAD). 
Tijdens het nazi-regime (vanaf 1933) werd de TeNo een nationaal korps en in 1937 werd het ingelijfd bij de Ordnungspolizei (Orpo), waar het alle publieke gevaren en noodsituaties moest opvangen. De TeNo legde zich sterk toe op gasbescherming en de luchtverdediging. Oprichter Otto Lummitzsch moest in 1934 het veld ruimen, omdat hij met een zogenaamde "halfjodin" getrouwd was; zijn opvolger was Erich Hampe.

## Tweede Wereldoorlog
Tijdens de Tweede Wereldoorlog werd haar rol uitgebreid tot het leveren van technisch geschoold personeel om hulp te bieden tijdens noodsituaties in het Derde Rijk en het oplossen van problemen bij de publieke diensten. In het kader daarvan kwam de TeNo in het kielzog van de bezettingsmacht in de door de Duitsers veroverde landen om vitale diensten te herstellen in landen als Polen, Frankrijk, België, Nederland, Luxemburg en Noorwegen.  Er werden ook lokale TeNo-diensten opgericht in onder andere Noorwegen (Teknisk Nødhjelp) en Nederland (Technische Noodhulp). 

### TeNo-Kommandos
Naast het TeNo-korps waren er de TeNo-Kommandos. Dit waren eenheden die bij de Technische Truppen van de Wehrmacht waren ingelijfd en zich onder bevel van Oberstleutnant (later Generalmajor) van de Technischen Truppen Erich Hampe richtten naar bouw- en herstellingswerkzaamheden en met dit doel dikwijls werden ingezet bij grootschalige Duitse militaire operaties tijdens de Tweede Wereldoorlog. 
Bij het neerslaan van de opstand in het getto van Warschau in april/mei 1943 werd ook een kleine eenheid van de Technische Nothilfe ingezet.
Als technische Hilfspolizei werden TeNo-eenheden ook in de strijd tegen het verzet ingezet, zoals bij het opblazen van de kelders van de Edelweiß-Piraten in Keulen in 1944 en 45.

## Organisatie

### Afdelingen
De TeNo bestond uit vier afdelingen, elk herkenbaar gemaakt met een kleur:
1. De Technische Dienst (TD) of technische dienst had de blauwe kleur.
2. De Luftschutzdienst (LD) of luchtaanvalbeschermingsdienst had de rode kleur.
3. De Bereitschaftsdienst (BD) of noodgevallendienst had de oranje-gele kleur.
4. De Allgemeine Dienst (AD) of algemene dienst had de groene kleur.

### Nederland
De Nederlandse afdeling werd in juli 1941 in Amsterdam opgericht als Technische Noodhulp en stond onder leiding van majoor dr. Fr. Beck, Hauptbereitschaftsführer in den Verbindungstab Niederlande der Technische Nothilfe, die zetelde in Den Haag. De organisatie opereerde in lokale afdelingen.

## Technisches Hilfswerk
De geallieerden ontbonden de TeNo in 1945, doch in 1950 richtte Otto Lummitzsch eenzelfde organisatie op met naam Technisches Hilfswerk (THW), een Bundesanstalt die in Duitsland wettelijk is belast met de burgerbeschermingstaken.

## Referentie
- Flags of the Third Reich, Brian L. Davis & Malcolm McGregor, ISBN 1-84176-673-9

1. ↑  Stroop-Bericht, pagina Einsatzkräfte
2. ↑  "BINNENLAND Technische Noodhulp in Nederland OPRICHTINGSVERGADERING TE AMSTERDAM.". "Arnhemsche courant". Arnhem, 23-07-1941. Geraadpleegd op Delpher op 26-02-2018, https://resolver.kb.nl/resolve?urn=ddd:010328786:mpeg21:a0087